# Zub-Buda
Zub-Buda (biał. Зуб-Буда; ros. Зуб-Буда, Zub-Buda) – wieś na Białorusi, w obwodzie homelskim, w rejonie oktiabrskim, w sielsowiecie Pratasy, nad Nieratouką.

## Historia
W XIX i w początkach XX w. folwark Buda położony w Rosji, w guberni mińskiej, w powiecie bobrujskim. Po I wojnie światowej pod administracją polską, w Zarządzie Cywilnym Ziem Wschodnich, w okręgu mińskim, w powiecie bobrujskim. W wyniku postanowień traktatu ryskiego znalazła się w granicach Związku Sowieckiego. Od 1991 w niepodległej Białorusi.
Dawniej miejscowość nosiła nazwę Zubarewickaja Buda (biał. Зубарэвіцкая Бу́да; ros. Зубаревская Буда, Zubariewskaja Buda). Brak danych kiedy następowały zmiany nazwy. Zubariewskaja Buda pojawia się na mapach od okresu międzywojennego do 1990.